# Regione adiacente 5'
La regione adiacente 5′ è una regione di DNA adiacente all'estremità 5′ del gene. La regione adiacente 5' contiene il promotore e può contenere amplificatori o altri siti di legame proteico. È la regione del DNA che non viene trascritta nell'RNA e non va confusa con la regione 5' non tradotta. La funzione di queste regioni è principalmente nella regolazione della trascrizione genica . Le regioni adiacenti 5 'sono classificate tra procarioti ed eucarioti.

Struttura di un gene eucariotico. La regione adiacente 5 'è mostrata in giallo a sinistra del filamento di DNA. Poiché non è trascritto, non è più presente nella forma di RNA o proteina.